# Xã East Union, Quận Wayne, Ohio
Xã East Union (tiếng Anh: East Union Township) là một xã thuộc quận Wayne, tiểu bang Ohio, Hoa Kỳ. Năm 2010, dân số của xã này là 6.821 người.